# Брежу-дус-Сантус
Брежу-дус-Сантус (порт. Brejo dos Santos) — муниципалитет в Бразилии, входит в штат Параиба. Составная часть мезорегиона Сертан штата Параиба. Входит в экономико-статистический микрорегион Католе-ду-Роша. Население составляет 5737 человек на 2006 год. Занимает площадь 93,848 км². Плотность населения — 61,1 чел./км².

## Статистика
- Валовой внутренний продукт на 2003 год составляет 9 809 541,00 реалов (данные: Бразильский институт географии и статистики).
- Валовой внутренний продукт на душу населения на 2003 год составляет 1681,44 реалов (данные: Бразильский институт географии и статистики).
- Индекс развития человеческого потенциала на 2000 год составляет 0,613 (данные: Программа развития ООН).